# ХК ЦСКА (Москва)
Вижте пояснителната страница за други значения на ЦСКА (Москва).
Хокеен клуб „ЦСКА“ е клуб по хокей на лед от гр. Москва, Русия. Домакинства на ЛСК ЦСКА. Играе в КХЛ.
Младежкият отбор „Червена армия“ и ТХК (Твер) са сателитни отбори на ЦСКА.
ЦСКА е основан през 1946 г. Клубът е 32 пъти шампион на СССР и е печелил 20 пъти Купата на европейските шампиони. През 1970-те и 1980-те години „армейците“ са най-силният хокеен клуб в Европа. В отбора са играли някои от най-силните съветски играчи като Всеволод Бобров, Анатолий Тарасов и легендарният вратар Владислав Третяк.

## Успехи
- Шампион на СССР/ОНД/Русия: 33
- Купа на СССР: 12
- Купа Гагарин(КХЛ): 2
- Континентална купа на КХЛ: 6
  -  Западна Конференция на КХЛ: 5
- Европейски шампион: 20
- Междуконтиненталната купа: 1